# Tarennoidea
Tarennoidea là một chi thực vật có hoa trong họ Thiến thảo (Rubiaceae).

## Loài
Chi Tarennoidea gồm các loài: